# Sporminore

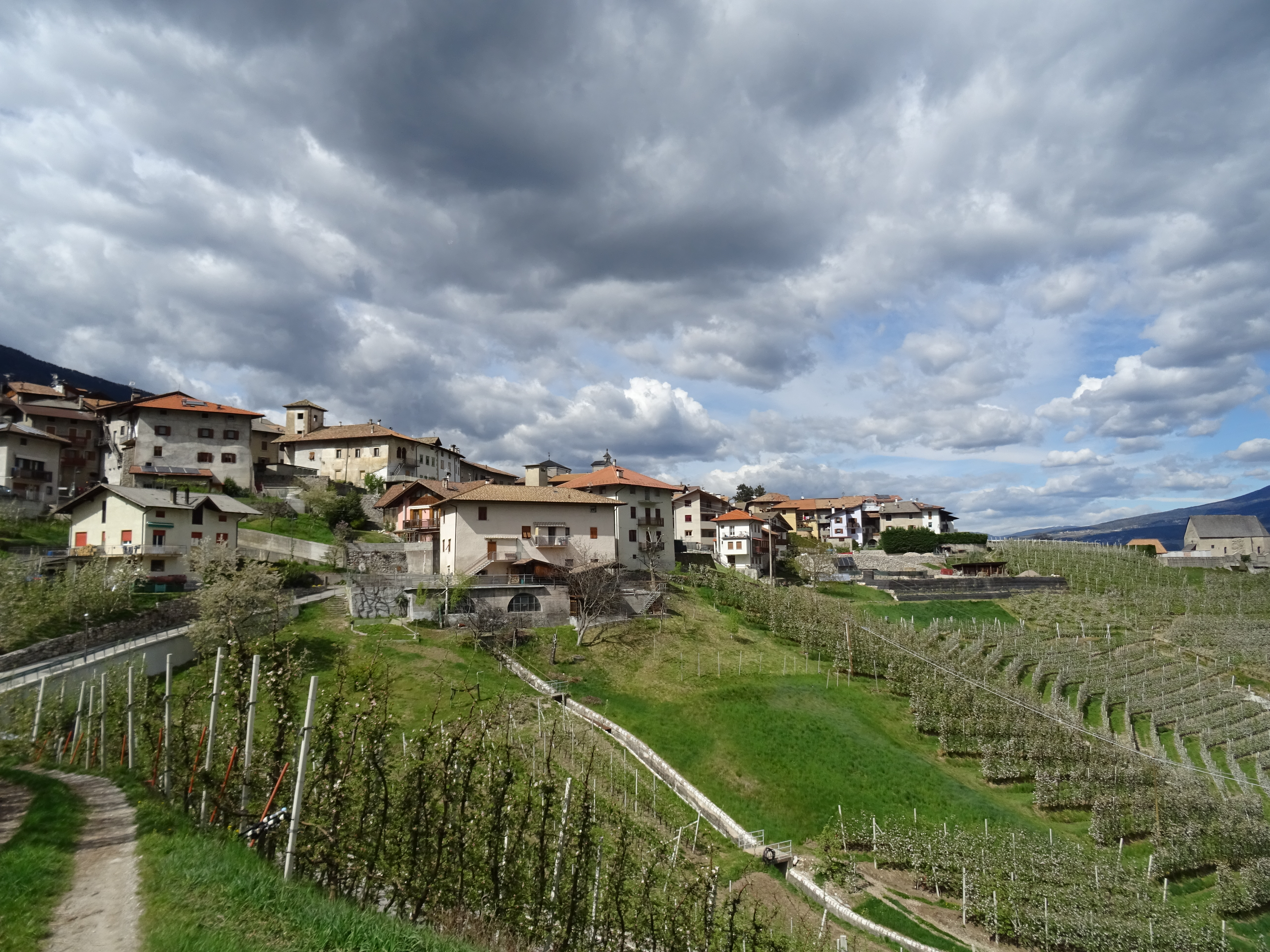
Sporminore

Sporminore (Nones: Sporpiciol, deutsch veraltet: Neuspaur) ist eine italienische Gemeinde (comune) im Trentino in der Region Trentino-Südtirol und hat 718 Einwohner (Stand am 31. Dezember 2023). Die Gemeinde liegt etwa 19,5 Kilometer nordnordwestlich von Trient im Nonstal am Noce und gehört zur Talgemeinschaft Comunità della Val di Non.

## Geschichte
Die Örtlichkeit ist erstmals urkundlich als Spaurn und de Sporo minori in zwei Traditionsnotizen von 1177–1194 des Augustinerchorherrenstift San Michele all’Adige genannt, welche örtlichen Güterbesitz der Grafen von Eppan betreffen. Seit dem 13. Jahrhundert war Sporo ein Lehen der Grafen von Tirol. 1313/14 ernannte König Heinrich von Böhmen Volkmar von Burgstall zum Pfleger der Veste. 1418 starb auf Neuspaur der Bischof von Trient Georg von Liechtenstein, als ein Verbündeter von Peter von Spaur. Das Castel Sporo ist im Laufe der Jahrhunderte verfallen, darauf ließen die Herren von Spaur in Sporminore ein neues Herrenhaus errichten. Sporminore war Sitz eines eigenen Gerichts, das 1480 im Zusammenhang eines Tauschs von Jakob von Spaur mit Erzherzog Siegmund von Österreich-Tirol erwähnt wurde.

## Sehenswürdigkeiten
- Pfarrkirche Santa Maria Addolorata
- Kirche Madonna dei Sette Dolori
- Palazzo Spaur
- Castel Sporo

## Verkehr
Sporminore liegt an der Strada Statale 43 della Val di Non von Cis nach San Michele all’Adige.